# 神楽くるる
神楽 くるる（かぐら くるる、10月28日生）は、日本の女性声優。愛知県出身。QOPL代表。笹ノ葉くるる（ささのは くるる）名義でも活動している。

## 経歴
2011年、「愛知ぽぷかる聖地化計画」から誕生した萌えキャラ「文化の妖精ぽぷかる」の声優を務める。
2015年10月24日、夏怜、小林ゆりかと秘密結社フローリスを結成。イオンモール木曽川のハロウィンイベントで発表LIVEを開催。
2015年12月5日、アニメイト名古屋店にて秘密結社フローリスお披露目 mini LIVE&トークショーを実施。
2016年1月9日・10日、モリコロパークで開催された「ぽぷかる5」に秘密結社フローリスとして出演。同グループとしては初めての大型イベントでのライブ出演となる。
2016年2月17日、秘密結社フローリスの1stシングル「透明な夜に捧げる乙女の祝詞」リリース。
2016年4月2日、東海ラジオにて「神楽くるるのぽぷかる王国～領土拡大化計画～」放送開始。同番組のメインMCを務める。
2021年7月7日、「笹ノ葉くるる」名義でソロシングル「ミラクルボール」をサンライトレコードよりリリース。
2022年9月14日、秘密結社フローリスの1stアルバム「少女イデオロギィ」リリース。

## 楽曲

### 笹ノ葉くるる
- ミラクルボール

### 秘密結社フローリス
- そうして僕らは愛を知る
- VENUS CODE
- コトノハ＊ライスシャワー
- 盲目洗脳だいじょーぶ
- ドクアイフェアリーテイル
- Liar Pie ～嘘吐き乙女の晩餐会～
- holic
- 残響ANOMALY
- obvious
- Deal with the Lust - 契約-
- Against Destiny
- 砂糖仕掛けのナイトメア
- 創世進化論
- 楽園-abyss-

## タイアップ
| 曲名                     | タイアップ                                                              |
| ------------------------ | ----------------------------------------------------------------------- |
| ドクアイフェアリーテイル | MID-FM「i☆space」エンディングテーマ                                     |
| ミラクルボール           | 愛知北FM「週刊ラジオアニメッツ」テーマソング                            |
| 創世進化論               | 市川うららFM「プロジェクト・リーフェリア 虹の架け橋」エンディングテーマ |
| Against Destiny          | ラジオドラマ「黒の連鎖」オープニングテーマ                              |

## 出演

### テレビ
- おもてなしの基礎英語（2018年4月25日・26日、NHK Eテレ） - 蘭子先生 役
- バカリズムの30分ワンカット紀行（2019年1月25日、BSテレビ東京）

### ラジオ
- Mizukaのマシュマレディオ（2015年7月24日・12月18日・2018年4月11日・9月7日、Pitch FM）
- 佐倉ユキのサンサタRadio!（2015年12月19日・20日・2016年1月16日、FMななみ）
- PiPiっとCafe'（2016年2月19日、FM PiPi）
- 神楽くるるのぽぷかる王国～領土拡大化計画～（2016年4月2日 - 12月31日、東海ラジオ）
- i☆space（2019年4月5日 - 、MID-FM）
- きんようびのアニマルランチタイム（2019年8月23日 - 、愛知北FM）
- 近隣さんいらっしゃ〜い!（2023年10月12日、尾張アズーリFM）
- QUEEN OF HEARTS（2023年11月23日、Heart FM）

### WEB番組
- COS-MANIAXXX（2016年8月11日、YouTube）
- 次世代プリンセスを発掘!声優サバイバル（2017年1月31日、生テレ）
- けやき坂アベニュー（2017年10月8日、AbemaTV）
- クルーズTV（2018年4月22日、FRESH LIVE）
- アイドルライブ情報部☆（2018年6月7日、FRESH LIVE）

### ラジオドラマ
- サロメ fall in love（2022年7月29日、MID-FM） - サロメ 役

### 舞台
- 名古屋クリエイト『Bad∞End∞Night』（2025年3月14日 - 16日、愛知県芸術劇場 小ホール） - ルカ 役

### 公式キャラクター
- 文化の妖精ぽぷかる - 文化の妖精・ぽぷかる 役